# Clémentine Vergnaud
Pour les articles homonymes, voir Vergnaud.
Clémentine Vergnaud, également connue comme Vergnaud-Lecalot ou Lecalot-Vergnaud du nom de son compagnon puis mari, née le 10 août 1992 à Bressuire (Deux-Sèvres) et morte le 23 décembre 2023 à Villejuif, est une journaliste française.
Elle a principalement travaillé pour des radios et télévisions du service public, telles que France Bleu ou Franceinfo.

## Biographie
Clémentine Virginie Jeanne Vergnaud naît dans les Deux-Sèvres en 1992.
En juin 2022, elle se voit diagnostiquer un cholangiocarcinome, un cancer des voies biliaires.
Alors qu'elle est hospitalisée au CHU Henri-Mondor, à Créteil (Val-de-Marne), elle épouse son compagnon, Grégoire Lecalot, le 4 octobre 2023.
Elle meurt le 23 décembre 2023 des suites de sa maladie, à l'Hôpital Paul-Brousse, à Villejuif (Val-de-Marne). Elle est inhumée au cimetière de Courlay, dans les Deux-Sèvres.

## Carrière
Clémentine Vergnaud est diplômée de l'École publique de journalisme de Tours en 2015, spécialisée dans la radio,. Après un stage à Radio France en 2014, elle commence sa carrière à France Bleu, pour qui elle réalise des sujets, principalement dans l'Ouest de la France.
En octobre 2021, elle rejoint la rédaction de Franceinfo comme journaliste web, spécialiste des questions de numérique.
Elle décide, en juin 2023, de raconter dans un podcast pour Franceinfo son parcours avec la maladie : depuis le diagnostic de son cholangiocarcinome, jusqu'à son traitement, en passant par son mariage à l'hôpital avec son compagnon, Grégoire Lecalot. Elle raconte la manière dont la maladie, foudroyante, a bouleversé sa vie, ses perceptions du monde, et raconte son ressenti. Son podcast reçoit un accueil plus que favorable du public, en particulier d'autres personnes atteintes de cancers, qui se reconnaissent dans les mots utilisés par Clémentine Vergnaud,. En janvier 2024, en accord avec ses volontés, les derniers épisodes de son podcast sont publiés à titre posthume, complétant la série.
En mars 2024, son podcast a été récompensé du Grand prix des Assises du journalisme de Tours,. Le prix financier abondera le Fonds Clémentine Vergnaud contre le Cholangiocarcinome, créé à son décès par ses proches au profit de la recherche contre la maladie.

## Hommages
- En février 2024, la 63e promotion des élèves directeurs d'hôpital de l'EHESP prend le nom de Clémentine Vergnaud, honorant pour la première fois une patiente, et « son plaidoyer pour la dignité des patients, sa réflexion sur la fin de vie, ainsi que son témoignage sur le dévouement des équipes soignantes »[13],[14].

- En octobre 2024, Radio France nomme un studio « Clémentine Vergnaud », au quatrième étage de la Maison de la Radio[15].

## Ouvrage
- Le Journal de Clémentine : Ma vie face au cancer, éditions du Seuil, 4 octobre 2024, 192 p. (ISBN 978-2021575590).

## Prix et récompenses
- « Grand prix Michèle Léridon » des Assises du journalisme de Tours, 2024[16].